# 山上村 (滋賀県)
山上村（やまかみむら）は、滋賀県神崎郡にあった村。現在の東近江市の東端、愛知川の上流左岸にあたる。

## 地理
- 山岳：釈迦ヶ岳
- 河川：愛知川、和南川、神崎川

## 歴史
- 1889年（明治22年）4月1日 - 町村制の施行により、杠葉尾村・蓼畑村・萱尾村・佐目村・相谷村・和南村・山上村の区域をもって発足。
- 1943年（昭和18年）4月1日 - 愛知郡東小椋村・高野村と合併して神崎郡永源寺村が発足。同日山上村廃止。

## 交通

### 道路
- 八風街道（現・国道421号）